# Dasystole munita
Dasystole munita är en fjärilsart som beskrevs av Paul Dognin 1900. Dasystole munita ingår i släktet Dasystole och familjen mätare. Inga underarter finns listade i Catalogue of Life.